# Gilbert (Arizona)
Gilbert is een stad in de Amerikaanse staat Arizona en telt 109.697 inwoners. Het is hiermee de 204e stad in de Verenigde Staten (2000). De landoppervlakte bedraagt 111,3 km², waarmee het de 155e stad is.

## Demografie
Van de bevolking is 3,8 % ouder dan 65 jaar en bestaat voor 12,7 % uit eenpersoonshuishoudens. De werkloosheid bedraagt 1,8 % (cijfers volkstelling 2000).
Ongeveer 11,9 % van de bevolking van Gilbert bestaat uit hispanics en latino's, 2,4 % is van Afrikaanse oorsprong en 3,6 % van Aziatische oorsprong.
Het aantal inwoners steeg van 30.003 in 1990 naar 109.697 in 2000.

## Klimaat
In januari is de gemiddelde temperatuur 11,1 °C, in juli is dat 32,3 °C. Jaarlijks valt er gemiddeld 229,6 mm neerslag (gegevens op basis van de meetperiode 1961-1990).

## Plaatsen in de nabije omgeving
De onderstaande figuur toont nabijgelegen plaatsen in een straal van 24 km rond Gilbert.